# Cateto
In un triangolo rettangolo è detto cateto (dal greco káthetos, κάθετος: linea perpendicolare) ciascuno dei due lati adiacenti all'angolo retto. Il lato opposto all'angolo retto si chiama invece ipotenusa.

## Calcolo della lunghezza
La relazione fondamentale fra i lati di un triangolo rettangolo è stabilita dal teorema di Pitagora, che può essere adoperato per calcolare la misura di un cateto quando sono note le misure degli altri due lati. Con i metodi della trigonometria è anche possibile determinare la misura di un cateto conoscendo la misura di uno solo degli altri lati insieme all'ampiezza di uno degli angoli acuti del triangolo rettangolo.
Nelle formule riportate qui sotto indicheremo con i l'ipotenusa, e con c1 e c2 i due cateti di un generico triangolo rettangolo. Gli angoli opposti ai cateti c1 e c2 saranno rispettivamente γ1 e γ2.

### Dati gli altri lati
La misura di un cateto equivale alla radice quadrata della differenza tra i quadrati delle misure dell'ipotenusa e dell'altro cateto. Questo enunciato è una conclusione diretta del teorema di Pitagora.
{\displaystyle c_{1}={\sqrt {{i^{2}}-{c_{2}^{2}}}}\qquad c_{2}={\sqrt {{i^{2}}-{c_{1}^{2}}}}}

### Dati l'ipotenusa e un angolo
La misura di un cateto equivale a quella dell'ipotenusa moltiplicata per il seno dell'angolo opposto, o per il coseno dell'angolo adiacente.
{\displaystyle c_{1}=i\cdot \sin \gamma _{1}=i\cdot \cos \gamma _{2}}

{\displaystyle c_{2}=i\cdot \sin \gamma _{2}=i\cdot \cos \gamma _{1}}

### Dati l'altro cateto e un angolo acuto
La misura di un cateto equivale a quella dell'altro cateto moltiplicata per la tangente dell'angolo opposto al primo, o per la cotangente dell'angolo adiacente.
{\displaystyle c_{1}=c_{2}\cdot \tan \gamma _{1}=c_{2}\cdot \cot \gamma _{2}}

{\displaystyle c_{2}=c_{1}\cdot \tan \gamma _{2}=c_{1}\cdot \cot \gamma _{1}}

## Considerazioni
Con il teorema di Pitagora è facile dimostrare che la misura di uno dei cateti è sempre minore di quella dell'ipotenusa. Tenendo presente che tutti i lati misurano più di zero:
Alla stessa conclusione si giunge applicando il teorema dei seni.

## Proiezione dei cateti
Le proiezioni dei cateti (α, β) sull'ipotenusa sono strettamente legate alla lunghezza dei cateti (a, b) dalle seguenti relazioni
{\displaystyle {\frac {a^{2}}{\alpha }}={\frac {b^{2}}{\beta }}=i} giustificazione può essere trovata nel primo teorema di Euclide
{\displaystyle a^{2}+\beta ^{2}=b^{2}+\alpha ^{2}}